# Индиана Джоунс и Реликвата на съдбата
„Индиана Джоунс и Реликвата на съдбата“ (на английски: Indiana Jones and the Dial of Destiny) е американски екшън приключенски филм от 2023 г. с участието на Харисън Форд като археолога Индиана Джоунс в последната част от филмовата поредица „Индиана Джоунс“. Режисьор на филма е Джеймс Магнолд, който е съсценарист със Джез и Джон-Хенри Бътъруърт. Той е първият филм, в който Стивън Спилбърг не е режисьор или по сценарий на Джордж Лукас, докато Спилбърг и Лукас служат като изпълнителни продуценти във филма. Джон Рис-Дейвис отново изиграва ролята си на Салах, докато Фийби Уолър-Бридж, Антонио Бандерас, Шонет Рене Уилсън, Томас Кречман, Тоби Джоунс, Бойд Голбрук, Оливие Рихтерс, Етан Исидор и Мадс Микелсен се включват като новите членове на актьорския състав. Филмът стана първият филм от поредицата, който е продуциран между „Уолт Дисни Пикчърс“ и „Лукасфилм“.
Световната премиера на филма се състои на филмовия фестивал „Кан“ на 18 май 2023 г. и излиза по кината в Съединените щати на 30 юни 2023 г. от „Уолт Дисни Студиос Моушън Пикчърс“.

## Актьорски състав
- Харисън Форд – Индиана Джоунс[9][10][11][12]
- Фийби Уолър-Бридж – Хелена Шоу, кръщелница на Джоунс
- Мадс Микелсен – Юрген Фьолер, бивш нацист по време на втората Втората световна война, който е нает от НАСА.
- Антонио Бандерас – Реналдо, приятел на Инди.[13]
- Джон Рис-Дейвис – Салах, стар приятел на Джоунс, който помогна в търсенето на Кивота през 1936 г. и Свещеният Граал през 1938 г. Салах имигрира в Ню Йорк Сити със цялото си семейство и стана таксиметров шофьор.
- Тоби Джоунс – Базил Шоу, професор по археология в Оксфорд, приятел на Джоунс за дните през Втората световна война, и бащата на Хелена, който е обсебен от Реликвата[14]
- Бойд Холбрук – Клейбър, дясната ръка на Фьолер
- Етан Исидор – Теди Кумар, помощник на Хелена от Мароко[15][16][17][18]
- Карън Алън – Мериън Рейвънууд, съпруга на Инди.
- Шонет Рене Уилсън – Мейсън, правителствен агент[14]
- Томас Кречман – полковник Вебер, нацист, който е партньор на Фьолер през 1944 г.[19]
- Оливиер Рихтерс – Хок, довереник на Фьолер[20][21]
- Марк Килийн – Понтимий, войник от 212 г. пр.Хр. по време на засадата на Сиракуза.[21]
- Насир Мемазария – Архимед, брилянтен учен от Сиракуза през 212 г. пр. Хр.
- Алаа Сафи – Азис Рахим, син на марокански мафиот, който е сгоден за Хелена Шоу.

## Продукция

### Препродукция
На 19 януари 2018 г. Deadline.com съобщава, че Спилбърг е избрал „Индиана Джоунс“ за следващия си проект след излизането на „Играч първи, приготви се“ през март 2018 г. Според сп. „Върайъти“ снимките на филма ще започнат през 2019 г. На 19 март 2018 г. Спилбърг потвърждава, че заснемането ще започне през април 2019 г. във Великобритания, но това не се случва. През февруари 2020 г. Харисън Форд споменава, че снимките ще започнат през април. Същия месец Стивън Спилбърг се оттегля от режисьорския пост и става ясно, че се водят преговори с Джеймс Манголд да го замести. През май 2020 г. е потвърдено, че Манголд ще режисира филма.

### Снимачен процес
Снимките започват през втората седмица на юни 2021 г. във Великобритания и приключват на 26 февруари 2022 г.

## Премиера
Световната премиера на „Индиана Джоунс и реликвата на съдбата“ се състои на филмовия фестивал в „Кан“ на 18 май 2023 г. като затворена конкуренция, и излиза по кината в Съединените щати на 30 юни 2023 г. от „Уолт Дисни Студиос Моушън Пикчърс“.

## В България
В България филмът излиза по кината на същата дата от „Форум Филм България“ с дублирана и субтитрирана версия.
Гала премиерата на филма се състои на 28 юни 2023 г. в Синема Сити, Мол София.

### Синхронен дублаж
| Роля               | Изпълнител |
| ------------------ | --- |
| Индиана Джоунс     | Петър Върбанов |
| Хелена             | Яница Маслинкова |
| Реналдо            | Георги Стоянов |
| Салах              | Станислав Пищалов |
| Мейсън             | Августина-Калина Петкова |
| Вебер              | Светломир Радев |
| Базил              | Здравко Димитров |
| Клейбър            | Борис Кашев |
| Теди               | Стоян Кукуванов |
| Фьолер             | Пламен Манасиев |
| Мариън             | Василка Сугарева |
| Професор Плимптън  | Калин Арсов |
| Джабари            | Алекс Маринов |
| Хок                | Димитър Ангелов |
| Азис Рахим         | Момчил Степанов |
| Таксиметров шофьор | Анатолий Божинов |
| Други гласове      | Анелия Веселинова Даниел Даббас Живко Джуранов Камен Асенов Карина Андонова Константин Лунгов Красимир Христов Лъчезар Натлев Надя Полякова Пламен Чернев Рада Христова Симона Николова |

| Обработка                       | Александра Аудио                         |
| ------------------------------- | ---------------------------------------- |
| Режисьор на дублажа             | Петър Върбанов                           |
| Преводач                        | Христо Христов                           |
| Тонрежисьори на записа          | Петър Костов Мартин Станев Пламен Чернев |
| Творчески директор              | Венета Янкова                            |
| Микс студио                     | Shepperton International                 |
| Продуцент на българската версия | Disney Character Voices International    |